# كوكب (قرية)
قرية كوكب تقع بالقرب من دمشق في سوريا وهي مكان رؤيا القديس بولس المذكور في الكتب المقدسة.
في المكان دير اثري يسمى مار بولس نسبة لبولس الرسول (2 م - 64 م) وهو أكبر الرسل المبشرين بالديانة المسيحية، وتعود حكاية الرؤيا المذكورة في الكتاب المقدس بأنه في سفر شأؤول - هذا هو اسم القديس بولس قبل الرؤيا - وبعد مسيرة خمسة أو ستة أيام وهو على مشارف مدينة دمشق في هذا المكان (قرية كوكب) ابرق نور من السماء وسقط على الأرض بأتجاه شاؤول (القديس بولس)، وظهر صوت قدسي وهو صوت السيد المسيح داعيا بولس ليكون أحد رسل المسيحية، فكانت هذه الرؤيا هو التحول الكبير لشاؤول وتحوله إلى أكبر المبشرين ورسل الديانة المسيحية.
انطلق بولس في شوارع وحارات دمشق مبشرا بالمسيحية ولاقي شتى أنواع الصعاب عن طريق ملاحقة الرومان له في كل مكان وتبلورت عند بولس تعاليم الديانة المسيحية فانطلق من دمشق إلى بلاد سوريا القديمة وصولا إلى أوروبا مبشرا بالديانة المسيحية.
الدير ومكان الرؤيا
اقيم في المكان حاليا وفوق الدير الأثري مار بولس - كنيسة دائرية الشكل تمثل قداسة الموقع ومكان رؤيا القديس بولس وبمتابعة من غبطة البطريرك اغناطيوس الرابع هزيم بطريرك انطاكيا وسائر المشرق ب دمشق وتم تكليف الاشمندريت متي رزق برئاسة الدير ورعاية شؤونه. والدير بمثابة منارة أرثوذكسية يسطع منها نور المسيح.